# Narancsszínű süvöltő
A narancsszínű süvöltő (Pyrrhula aurantiaca) a madarak osztályának verébalakúak (Passeriformes) rendjébe és a pintyfélék (Fringillidae) családjába tartozó faj.

## Rendszerezése
A fajt John Gould angol ornitológus írta le 1858-ban.

## Előfordulása
Közép-Ázsiában, Pakisztán és India területén honos. Természetes élőhelyei a hegyi mérsékelt övi erdők. Amennyiben nem megfelelőek az élet feltételei, alacsonyabb részekre vonul.

## Megjelenése
Testhossza 14 centiméter, testtömege 17-22 gramm.

## Életmódja
Leginkább kemény héjú magvakkal, rügyekkel és bogyókkal táplálkozik.

## Természetvédelmi helyzete
Az elterjedési területe nagy, egyedszáma pedig stabil. A Természetvédelmi Világszövetség Vörös listáján nem fenyegetett fajként szerepel.